# Yasuharu Sorimachi
Yasuharu Sorimachi (jap. 反町 康治 Sorimachi Yasuharu; * 8. März 1964 in Urawa (heute Saitama), Saitama) ist ein ehemaliger japanischer Fußballspieler und heutiger -trainer.

## Nationalmannschaft
1990 debütierte Sorimachi für die japanische Fußballnationalmannschaft. Sorimachi bestritt vier Länderspiele.

## Errungene Titel
- Kaiserpokal: 1993, 1994